# Marinus Spronk
Marinus Spronk (Utrecht, 5 november 1900 - Waalsdorpervlakte, 13 januari 1944) was een lid van het ondergronds verzet tijdens de Tweede Wereldoorlog. Spronk werd geboren in Utrecht als zoon van slager Antonius Spronk en Mathilda Hommelberg. Hij had een sigarenhandel in Gorinchem. Hij bood onderdak aan onderduikers en maakte deel uit van het ondergrondse netwerk dat vliegers van neergeschoten geallieerde vliegtuigen terug naar Engeland hielp ontsnappen. Hij werkte in het gebied van de Alblasserwaard: het "crossen", waarbij de vliegers via de Biesbosch naar het zuiden werden geholpen. Hij maakte deel uit van een sabotagegroep, verspreidde illegale bladen en vervalste officiële papieren. Hij werkte onder de naam "Rode Max".
Spronk werd na een aanslag op het bevolkingsregister in Amsterdam op 19 september 1943 gearresteerd. Hij werd door de SD gemarteld en door de ondervragers nog één keer naar zijn woonhuis in Gorinchem gebracht. Hij werd ter dood veroordeeld en op 12 januari 1944 op de Waalsdorpervlakte gefusilleerd.

## Onderscheiding
In 2009 ontving hij met zijn vrouw Johanna Apollonia van Angeren (1903-1990) postuum de onderscheiding Rechtvaardige onder de Volkeren van Yad Vashem. Naar hem is in Gorinchem een straat vernoemd, de Marinus Spronklaan. 